# Harald Fuchs (Altphilologe)
Harald Fuchs (* 10. September 1900 in Hongkong; † 28. Oktober 1985 in Basel) war ein deutscher Altphilologe.

## Leben
Der Sohn eines in Hongkong tätigen Kaufmanns wurde dort geboren, besuchte jedoch die Schule in Hamburg. Nach dem Abschluss am Wilhelm-Gymnasium 1918 begann er mit dem Studium der Klassischen Philologie in Hamburg, danach in Kiel und schließlich in Berlin. Beeinflusst wurde er dabei besonders von Werner Jaeger, dem er an verschiedene Universitäten folgte. In Berlin wurde er 1925 mit der Dissertation Augustin und der antike Friedensgedanke promoviert. Anschließend erhielt er eine Assistentenstelle am Archäologischen Institut und bereitete sich auf seine Habilitation mit einer Vorarbeit zur Edition von Augustins Frühwerk De ordine vor, die 1928 erfolgte. 1929 wurde er als Nachfolger Wolfgang Schadewaldts nach Königsberg berufen. Zum Wintersemester 1932 erhielt Fuchs einen Ruf nach Basel auf den Lehrstuhl für Lateinische Philologie, den zuvor Kurt Latte innehatte.
In den Jahren danach erhielt er mehrmals einen Ruf von deutschen Universitäten: 1934 nach Königsberg (als Nachfolger von Paul Maas), 1935 nach Kiel (als Nachfolger von Felix Jacoby), 1938 nach Göttingen (als Nachfolger von Kurt Latte). Alle Rufe lehnte er ab, da er über den Verlauf der Ereignisse in Deutschland entsetzt war. Er distanzierte sich auch von seinem Mentor Werner Jaeger und dessen Drittem Humanismus. Auch nach dem Ende der nationalsozialistischen Herrschaft war er nicht bereit, Basel zu verlassen, als ihm 1952 ein Lehrstuhl in Köln angeboten wurde. Auch die Sather Professorship (1954) lehnte er ab.
In einem Lesezirkel hielt er mit den Basler Studenten bis über seine Emeritierung im Jahre 1970 hinaus Kontakt. 1968 erhielt er den Titel eines Ehrendoktors des theologischen Instituts der Universität Bonn.
Harald Fuchs legte schon in seiner breit angelegten Dissertation Augustin und der antike Friedensgedanke (1926) ein grundlegendes, viel zitiertes Werk vor. Weitere zentrale Schriften waren seine Basler Antrittsvorlesung Der geistige Widerstand gegen Rom in der antiken Welt (1938) sowie seine kommentierten Schulausgaben von Caesars Commentarii de bello Gallico (1944) und der Annales des Tacitus (1946–1949). Wichtiger erachtete Fuchs allerdings (so sein Schüler und späterer Nachfolger in Basel Josef Delz in einem Nachruf) die von ihm betreuten Dissertationen seiner Schüler.

## Schriften (Auswahl)
- Augustin und der antike Friedensgedanke. Weidmann, Berlin 1926. (Neue Philologische Untersuchungen. Heft 3). 2. unveränderte Auflage 1965. Nachdruck: Garland, New York 1973, ISBN 0-8240-0337-3 (mit einer Einleitung von Walter F. Bense).
- Der geistige Widerstand gegen Rom in der antiken Welt. De Gruyter, Berlin 1938. 2. Auflage 1964.
- Ciceros Hingabe an die Philosophie. In: Museum Helveticum. Band 16, 1959, S. 1–28, doi:10.5169/seals-16038. Separat: B. Schwabe, Basel und Stuttgart 1959.

Herausgeber
- P. Cornelius Tacitus: Annalium ab excessu divi Augusti quae supersunt. 2 Bände. Huber, Frauenfeld 1946–1949. 2. Auflage 1960–1963.
- C. Julius Caesar: Commentarii belli Gallici. Huber, Frauenfeld 1944 (und Nachdrucke).